# Tabernaemontana catharinensis
Tabernaemontana catharinensis, também conhecida pelos nomes populares jasmim-catavento, jasmim-pipoca e leiteiro-de-folha-fina, é uma árvore da família das Apocináceas nativa da América do Sul.
No Brasil a espécie tem ocorrência confirmada nos domínios fitogeográficos de Mata Atlântica e Cerrado nas regiões Nordeste nos estados: Bahia, Ceará, Maranhão, Pernambuco e Sergipe; Centro-Oeste no estado de Mato Grosso do Sul ; Sudeste em todos os estados e Sul em todos os estados.
A planta também é nativa da Argentina, Bolívia, Paraguai e Uruguai.
É uma árvore que ocorre em área antrópica e Floresta Estacional Semidecidual.
A planta foi descrita pelo botânico suíço Alphonse Louis Pierre Pyramus de Candolle em 1844 e publicada em Prodromus Systematis Naturalis Regni Vegetabilis, mas também foi descrita com outros nomes por outros botânicos.

## Características

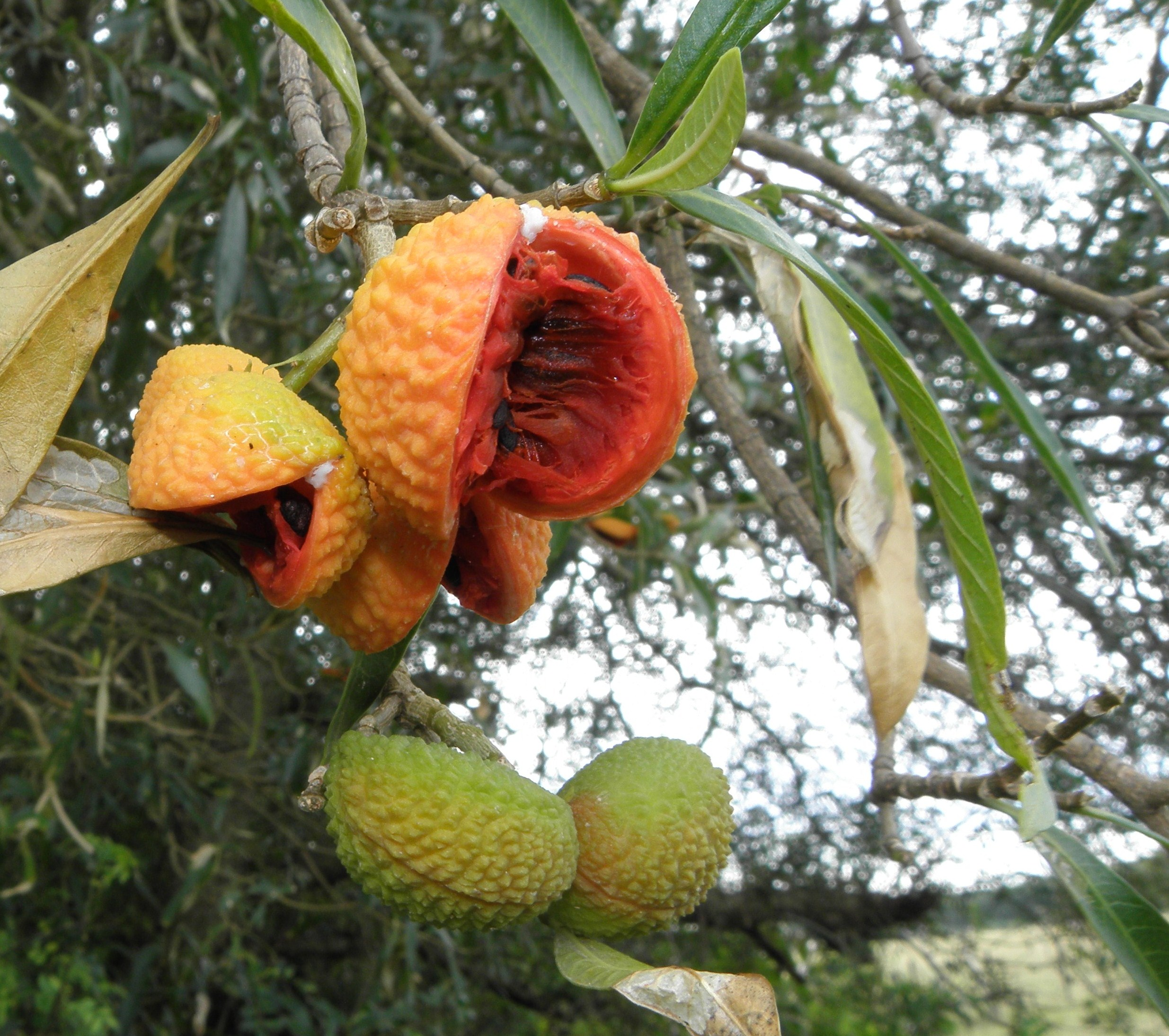
Fruto fechado (verde) e fruto aberto (maduro) no pé.

É uma planta heliófita e higrófila seletiva.
Sua floração ocorre de outubro a novembro e seus frutos amadurecem de maio a junho.
É uma árvore lactescente, semidecidual que atinge 3-8 m de altura. Ela é ornamental, pode ser usada tanto em paisagismo como em reflorestamentos mistos de áreas destinadas à preservação.
Seu ramos possuem lenticelas.
Seu tronco é irregular, possui casca grossa, suberosa com sulcos longitudinais, coloração parda clara e atinge de 25 a 35 centímetros de diâmetro.
As folhas são opostas, simples,  glabras ou pubescentes em ambas as faces; apresentam lâminas cartáceas, formato elíptico estreito com ápice agudo, acuminado ou obtuso e atingem tamanho de 4-21 cm e 1-6 cm de comprimento e largura respectivamente.
Seu pecíolo é de 1-12 mm de comprimento.
As inflorescências são laxas terminais e apresentam de 5 a 30 flores.
As flores são perfumadas de cor branca e abrem durante o dia.
Os frutos são deiscentes, apresentam dois mericarpos separados e muitas sementes envolvidas em um arilo vermelho.
A madeira é leve, macia ao corte, apresenta textura grossa e grã irregular. Ela é pouco resistente ao apodrecimento e ao ataque de insetos. Tem utilidade apenas para caixotaria.
Alguns de seus constituintes químicos são alcalóides: coronaridina, 12-metoxi-Nb-voachalotina, isovoacristina, voacristina, voachalotina, ibogamina, 3-oxoisovoacangina e 3-oxovoacangina; esteróides: β-sitosterol, estigmasterol, campesterol, sitostenona, campestenona e estigmastenona; triterpenos: α e β-amirina e lupeol; fenilpropanoide: éster do ácido coniferílico e uma lignana: siringaresinol.

## Sinônimos
| Sinônimo                                | autoridade (botânico)                       | nacionalidade do botânico | ano da descrição | publicado em                                                        |
| --------------------------------------- | ------------------------------------------- | ------------------------- | ---------------- | ------------------------------------------------------------------- |
| Peschiera acuminata                     | John Miers                                  | britânico                 | 1878             | On the Apocynaceae of South America 43                              |
| Peschiera affinis                       | John Miers                                  | britânico                 | 1878             | On the Apocynaceae of South America 40                              |
| Peschiera affinis var. acuminata        | Lucile Allorge                              | francesa                  |                  |                                                                     |
| Peschiera catharinensis                 | John Miers                                  | britânico                 | 1878             | On the Apocynaceae of South America 41                              |
| Peschiera hilariana                     | John Miers                                  | britânico                 | 1878             | On the Apocynaceae of South America 41                              |
| Peschiera albidiflora                   | John Miers                                  | britânico                 | 1878             | On the Apocynaceae of South America 39                              |
| Peschiera australis                     | John Miers                                  | britânico                 | 1878             | On the Apocynaceae of South America 46                              |
| Peschiera australis var. hilariana      | Lucile Allorge                              | francesa                  | 1985             | Mémoires du Muséum d'Histoire Naturelle 30: 148                     |
| Tabernaemontana acuminata               | Johannes Müller Argoviensis                 | suiço                     | 1860             | Linnaea 30: 406                                                     |
| Tabernaemontana affinis                 | Johannes Müller Argoviensis                 | suiço                     | 1860             | Flora Brasiliensis 6(1): 83                                         |
| Tabernaemontana affinis var. lanceolata | Johannes Müller Argoviensis                 | suiço                     | 1860             | Flora Brasiliensis 6(1): 84                                         |
| Tabernaemontana australis               | Johannes Müller Argoviensis                 | suiço                     | 1860             | Flora Brasiliensis 6(1): 84                                         |
| Tabernaemontana hilariana               | Johannes Müller Argoviensis                 | suiço                     | 1860             | Flora Brasiliensis 6(1): 85                                         |
| Tabernaemontana hybrida                 | Heinrich Raphael Eduard von Handel-Mazzetti | austríaco                 | 1910             | Asclep. und Apoc. 9, t. 33, f. 1                                    |
| Tabernaemontana salicifolia             | Heinrich Raphael Eduard von Handel-Mazzetti | austríaco                 | 1910             | Denkschr. Akad. Wissensch. 79: (advance separat.) p. 9, t. 33, f. 2 |